# Łęgi (Dobra)
Łęgi (deutsch Laack) ist ein Dorf in der polnischen Woiwodschaft Westpommern. Es gehört zum Kreis Police (Pölitzer Kreis) und ist ein Teil der Gemeinde Dobra (Daber).

## Geographische Lage
Łęgi liegt im östlichen Vorpommern am Südostrand der Ueckermünder Heide (Puszcza Wkrzańska), etwa 4 km nördlich des Dorfs Dobra (Daber), 14 km westlich der Stadt Police (Pölitz) und 16 km nordwestlich von Stettin.

## Geschichte
Das Dorf Laack ist eine jüngere Siedlung, die im 19. Jahrhundert auf einem Gelände – Laacke genannt – angelegt worden ist, das ursprünglich zu den Nassenheider Gütern und dem Rittergut Stolzenburg gehört hatte. Zunächst waren um die Mitte des 19. Jahrhunderts auf der Feldmark des Dorfs Nassenheide die Vorwerke Laak I und Laak II entstanden.
Anfang der 1930er Jahre hatte die Gemarkung der Gemeinde Laack eine Flächengröße von 6,8 km², und auf dem Gemeindegrund, auf dem Laack der einzige Wohnort war, standen insgesamt 31 Wohngebäude.
Im Jahr 1925 wurden in der Gemeinde Laack 230 Einwohner gezählt, die auf 43 Haushaltungen verteilt waren.
Bis 1939 hatte das Dorf Laack zum Kreis Randow im Regierungsbezirk Stettin der Provinz Pommern gehört. Am 15. Oktober 1939 wurde es in den Kreis Ueckermünde eingegliedert, bei dem es bis 1945 blieb.
Nach dem Zweiten Weltkrieg wurde Laack unter polnische Verwaltung gestellt und in Łęgi umbenannt.

### Entwicklung der Einwohnerzahl
- 1925: 230[5]
- 1933: 200[6]
- 1939: 209[6]

### Religion
Die vor 1945 in Laack anwesende Bevölkerung gehörte mit großer Mehrheit dem evangelischen Glaubensbekenntnis an. Unter den 1925 gezählten 230 Einwohnern befanden sich 208 Protestanten und 14 Katholiken.

## Persönlichkeiten
- Jürgen Borchardt (* 1944), Schriftsteller und Herausgeber